# Verónica Montes
Verónica Montes, née le 19 février 1990 à Lima au Pérou, est une actrice et mannequin péruvienne. Elle est surtout connue pour ses rôles dans les séries télévisées El señor de los cielos, La Piloto et Papá a toda madre.